# ديسين نيلز
ديسين نيلز مواليد 9 يونيو 1987 في غنت، هو لاعب كرة مضرب بلجيكي بدأ مسيرته كمحترف سنة 2004 يلعب باليد اليمنى. أعلى تصنيف له في الفردي كان المركز الـ 154 في سنة 2015. أعلى تصنيف له في الزوجي كان المركز الـ 182 في سنة 2009.

## وصلات خارجية
- ديسين نيلز على موقع رابطة محترفي التنس (الإنجليزية)
- ديسين نيلز على موقع الاتحاد الدولي لكرة المضرب (الإنجليزية)
- ديسين نيلز على موقع كأس ديفيز (الإنجليزية)
- ديسين نيلز على موقع خلاصة التنس.كوم (الإنجليزية)
- ديسين نيلز على موقع إي إس بي إن.كوم (الإنجليزية)

- الموقع الرسمي